# Cartago (provincie)
Cartago is een provincie van Costa Rica. De provincie bevindt zich in het midden van het land en grenst aan de provincies Limón en San José. De hoofdstad is Cartago.
De provincie heeft een oppervlakte van 3125 km² en een bevolking van 490.903 (2011).

## Gemeenten
Cartago is verdeeld in acht gemeenten. Deze gemeenten, met hun hoofdsteden, zijn:
- Cartago (Cartago)
- Paraíso (Paraíso)
- La Unión (Tres Ríos)
- Jiménez (Juan Viñas)
- Turrialba (Turrialba)
- Alvarado (Pacayas)
- Oreamuno (San Rafael)
- El Guarco (Tejar)

De gemeenten zijn onderverdeeld in 47 deelgemeenten.
Alajuela · Cartago · Guanacaste · Heredia · Limón · Puntarenas · San José